# Tero Niemi
Tero Niemi (* in Finnland) ist ein ehemaliger finnischer Floorballspieler. Während seiner aktiven Karriere spielte er unter anderem für TTKK Soittorsia und Puuhapussi (Finnland), sowie für den KAC Floorball (Österreich).

## Karriere
2002 wechselte Niemi ursprünglich von finnischen Verein Salibandy-97 zum österreichischen Klub IC Graz, um in Graz zu arbeiten. Jedoch bildete der Verein ab ebendieser Saison eine Kooperation mit dem KAC Floorball, die besagt, dass sämtliche Graz-Spieler zum gerade neu gegründeten KAC wechseln sollten, um ein gemeinsames, konkurrenzfähiges Team in der Bundesliga zu stellen. So wechselte er zum KAC.
Beim KAC war kein Trainer gefunden worden, so machte Niemi den Vorschlag, sich als Spielertrainer zu versuchen. Die Idee fruchtete und der KAC wurde gleich im ersten Jahr Meister, im Jahr darauf erreichte man wiederum das Finale, man scheiterte jedoch an den TVZ Wikings. In den darauffolgenden vier Jahren erreichte der Verein jeweils nur das Halbfinale in der Bundesliga. Nach der Saison 2007/08 gab Niemi bekannt, den Verein zu verlassen und nach Finnland zurückkehren zu wollen. Dort schloss er sich Puuhapussi an.

## Sonstiges
Niemi galt als äußerst torgefährlicher Spieler. Seine Nummer sieben, die er seinerzeit beim KAC Floorball trug, wurde 2016 offiziell vom Verein gesperrt und seither nicht mehr vergeben.